# 温泉郡 (南浦特別市)
温泉郡（オンチョンぐん）は、朝鮮民主主義人民共和国南浦特別市に属する郡。

## 地理
西に黄海（西朝鮮湾）に面し、南は大同江の河口部にあたる。平野部の郡である。

### 隣接行政区
- 北 － 甑山郡
- 東 － 江西区域、龍岡郡

## 行政区域
1邑・5労働者区・14里を管轄する。
| - 温泉邑（オンチョヌプ） - 貴城労働者区（クィソンノドンジャグ） - 麻永労働者区（マヨンノドンジャグ） - 宝林労働者区（ポリムノドンジャグ） - 元邑労働者区（ウォヌムノドンジャグ） - 甑岳労働者区（チュンアンノドンジャグ） - 金谷里（クムゴンニ） - 金塘里（クムダンニ） - 金城里（クムソンニ） - 大嶺里（テリョンニ） | - 龍月里（リョンウォルリ） - 瑞和里（ソファリ） - 石峙里（ソクチリ） - 城峴里（ソンヒョンニ） - 松峴里（ソンヒョンニ） - 安石里（アンソンニ） - 雲霞里（ウナリ） - 恩徳里（ウンドンニ） - 恩情里（ウンジョンニ） - 漢峴里（ハニョンニ） |

## 歴史
温泉郡は、北朝鮮によって新設された郡である。
郡人民委員会所在地の温泉邑（旧：龍岡郡海雲面温泉里）は、日本統治時代において平南温泉あるいは龍岡温泉の名で知られた。
1952年12月、当時の龍岡郡大代面・新寧面・金谷面・貴城面・瑞和面・龍月面の全域と海雲面の10里が分割され、温泉郡が新設された（1邑21里）。このとき旧海雲面の温泉里に郡人民委員会が置かれ、温泉邑となった。
1958年には甑山郡から安石里を編入、1963年には大代里・花島里を南浦市に編入、1967年には江西郡から水山里の一部が編入された。1974年には3里が南浦市に編入された。
2003年時点で、1邑（温泉）5労働者区（貴城・麻永・宝林・元邑・甑岳）14里から構成される。

### 年表
この節の出典
- 1952年12月 - 郡面里統廃合により、平安南道龍岡郡大代面・新寧面・金谷面・貴城面・瑞和面・龍月面および海雲面の一部地域をもって、温泉郡を設置。温泉郡に以下の邑・里が成立。(1邑21里)
  - 温泉邑・麻永里・松峴里・龍月里・金塘里・金谷里・宝林里・蘇康里・大代里・花島里・漢峴里・石峙里・瑞和里・元邑里・金城里・貴城里・甑岳里・大嶺里・嶺南里・新寧里・城峴里・雲霞里
- 1953年 - 大代里の一部が花島里に編入。(1邑21里)
- 1958年 (1邑22里)
  - 甑山郡安石里を編入。
  - 城峴里・大嶺里の各一部が温泉邑に編入。
  - 麻永里・瑞和里の各一部が松峴里に編入。
  - 甑山郡長安里の一部が麻永里に編入。
- 1963年3月 - 大代里・花島里が南浦市に編入。(1邑20里)
- 1965年 (1邑3労働者区17里)
  - 元邑里が元邑労働者区に昇格。
  - 甑岳里が甑岳労働者区に昇格。
  - 宝林里が宝林労働者区に昇格。
- 1967年 (1邑3労働者区17里)
  - 元邑労働者区の一部が大嶺里に編入。
  - 貴城里の一部が甑岳労働者区に編入。
  - 安石里の一部が瑞和里に編入。
  - 龍月里が江西郡水山里との境界線を調整。
- 1974年5月 - 蘇康里・嶺南里・新寧里が南浦市に編入。(1邑3労働者区14里)
- 1991年 (1邑5労働者区14里)
  - 安石里の一部(新しく開墾された干拓地)が分立し、恩徳里・恩情里が発足。
  - 貴城里が貴城労働者区に昇格。
  - 麻永里が麻永労働者区に昇格。
- 2010年 - 南浦特別市の設置に伴い、南浦特別市温泉郡となる。(1邑5労働者区14里)

## 交通

### 鉄道
- 平南線
  - 東広梁駅 - 西広梁駅 - 花島駅 - 路上駅 - 貴城駅 - 平南温泉駅
- 南洞線
  - 平南温泉駅 - 安石駅
- 龍岡線
  - 龍月駅 - 麻永駅